# بلدة أوفيد (مقاطعة برانش)
أوفيد، مقاطعة برانش (بالإنجليزية: Ovid Township, Branch County, Michigan)‏ هي بلدة تقع بولاية ميشيغان في الولايات المتحدة. تبلغ مساحتها 93.8 (كم²)، وترتفع عن سطح البحر 299 م، بلغ عدد سكانها 2326 نسمة في عام تعداد الولايات المتحدة 2010 حسب إحصاء مكتب تعداد الولايات المتحدة وتصل الكثافة السكانية فيها 27.1 نسمة/كم2.

## وصلات خارجية
- ovidtownship.org
- The US50 - Cities and Towns in Michigan State
- Michigan Cities and Towns, Facts, Map, Flag, Colleges, Government, and More